# Collinsia despaxi
Espèce
Synonymes
- Coryphaeolana despaxi Denis, 1950

Collinsia despaxi est une espèce d'araignées aranéomorphes de la famille des Linyphiidae.

## Distribution
Cette espèce est endémique de France. Elle se rencontre dans les Hautes-Pyrénées.

## Étymologie
Cette espèce est nommée en l'honneur de Raymond Justin Marie Despax.

## Publication originale
- Denis, 1950 : Araignées de la région d'Orédon (Hautes-Pyrénées). Bulletin de la Société d'Histoire naturelle de Toulouse, vol. 85, p. 77-113.